# Mary Mathews Adams
Mary Mathews Adams (ur. 23 października 1840 w Granard, zm. 11 grudnia 1902) – poetka amerykańska. 

## Życiorys
Urodziła się jako Mary Jane Mathews w rodzinie mieszanej wyznaniowo. Jej rodzicami byli John Mathews i Anna z domu Reilly. Ojciec był protestantem, a matka katoliczką. W tamtych czasach takie małżeństwa nie były rozpowszechnione. Mary Jane była najstarsza z rodzeństwa. Dzieci były wychowywane w wierze katolickiej. Mary chodziła do Packer Institute. Po ukończeniu szkoły została nauczycielką. Była trzykrotnie zamężna. Najpierw w 1869 wyszła za Cassiuę M. Smitha. Urodziła jedno dziecko, które wkrótce zmarło. Zmarł również Cassiua, zostawiając ją całkiem samą. W 1883 poślubiła Alfreda Smitha Barnesa, znanego wydawcę i dobroczyńcę. I to małżeństwo nie trwało zbyt długo. Pan Barnes zmarł w 1888. W 1890 podwójna wdowa po raz trzeci wyszła w Londynie za mąż za Charlesa Kendalla Adamsa, pod którego nazwiskiem jest powszechnie znana obecnie. Pan Adams był prezydentem 
Cornell University. Poetka dała się poznać jako filantropka. Swój księgozbiór przekazała State Historical Society of Wisconsin, a klejnoty zapisała Madison Art Fund. Zmarła 11 grudnia 1902 w miejscowości Redlands w San Bernardino County w Kalifornii w obecności późniejszej laureatki Nagrody Pulitzera Zony Gale. Została pochowana w Kalifornii. Potem jej ciało przeniesiono na Forest Hill Cemetery w Madison w Dane County w stanie Wisconsin.

## Twórczość
Mary Mathews Adams pisała wiersze liryczne. Wydała tomiki The Choir Visible (1897), Sonnets and Songs (1901) i The Song at Mid-night: Poems (1903). Do najbardziej znanych jej utworów należy Dead Love. 
Two loves had I. Now both are dead,
And both are marked by tombstones white.
The one stands in the churchyard near,
The other hid from mortal sight.
Innym cenionym wierszem jest debiutancki Epithalamium z 1889. Poetka pisała też hymny religijne, na przykład Hearken to the Music of Our Happy Band, Here the Battle and the Conflict, List, the Music Pealing, Hear our Song of Might, O Thou to Whom we Pray, There is a Star Illumes my Night i Worthy, Thy Gospel, Lord. Poetka żywo interesowała się twórczością Williama Szekspira. Gatunkiem, którym się posługiwała był, podobnie jak u Szekspira, sonet.
As when, far down the West, the sun descends,
The golden clouds take on a softer light,
While Day in robe of azure waits for Night,
Some Power, with royal hand, a magic lends,
And unto waiting eyes a message sends,
So full of promise and of potent might,
Exultant beams return to share the light,
So perfect is the gleam the hour attends.
Thus may the love that with my life arose
Be with me and illume my evening sky;
Twilight like Dawn the day's best gifts disclose,
Be prophet of the rays that do not die;
Then, when night falls, and all its shades I know,
My heart, rejoicing, keeps its Afterglow.
(Dedication)
Wśród sonetów wyróżnia się cykl zatytułowany With Shakespeare. Zawiera on pięćdziesiąt wierszy odwołujących się do utworów angielskiego dramaturga i postaci przez niego wykreowanych. Wśród nich są sonety In the Forest of Arden, A November Day, In the Histories, Henry the Fifth, Richard the Second, Richard the Third, Henry the Sixth, Falstaff, Mrs. Quickly, At the Death-Bed of Henry the Fourth, Brutus Before Lucius, Titinius Dead, Antony and Eros i Cleopatra, jak też Hamlet i Rosencrantz and Guildenstern.